# Tiarno di Sopra
Tiarno di Sopra är en frazione (kommundel) i kommunen Ledro i provinsen Trento i Sydtyrolen i regionen Trentino-Alto Adige, 40 km sydväst om Trento. Den 31 december 2004 hade det en befolkning på 1 019 och en yta på 38,7 km².
Tiarno di Sopra gränsar till följande samhällen: Condino, Bezzecca, Cimego, Tiarno di Sotto, Storo, Molina di Ledro, Tremosine sul Garda, Bondone och Magasa.